# Dicamptodon copei
Dicamptodon copei é uma espécie de anfíbio caudado pertencente à família Dicamptodontidae. Endêmica do Noroeste Pacífico da América do Norte, em Washington e Oregon.